# سایوز ام‌اس-۸
سایوز-ام‌اس-۸ (به روسی: Союз )(به معنای اتحاد) یک مأموریت سرنشین دار سازمان ملی فضانوردی روسیه به سمت ایستگاه فضایی بین‌المللی محسوب می‌شود.

همچنین فضاپیمای این مأموریت وظیفه ارسال و بازگرداندن تعدادی از فضانوردان گروه اعزامی ۵۵ و گروه اعزامی ۵۶ را نیز بر عهده داشت.

## خدمه مأموریت
| نام               | ملیت                | تعداد پرواز | نقش عملیاتی | تصویر |
| اولگ آرتمیف       | روسیه               | ۲           | فرمانده     |       |
| اندرو جی. فیوستل  | ایالات متحده آمریکا | ۳           | مهندس پرواز |       |
| ریچارد آر. آرنولد | ایالات متحده آمریکا | ۲           | مهندس پرواز |       |

## نگارخانه

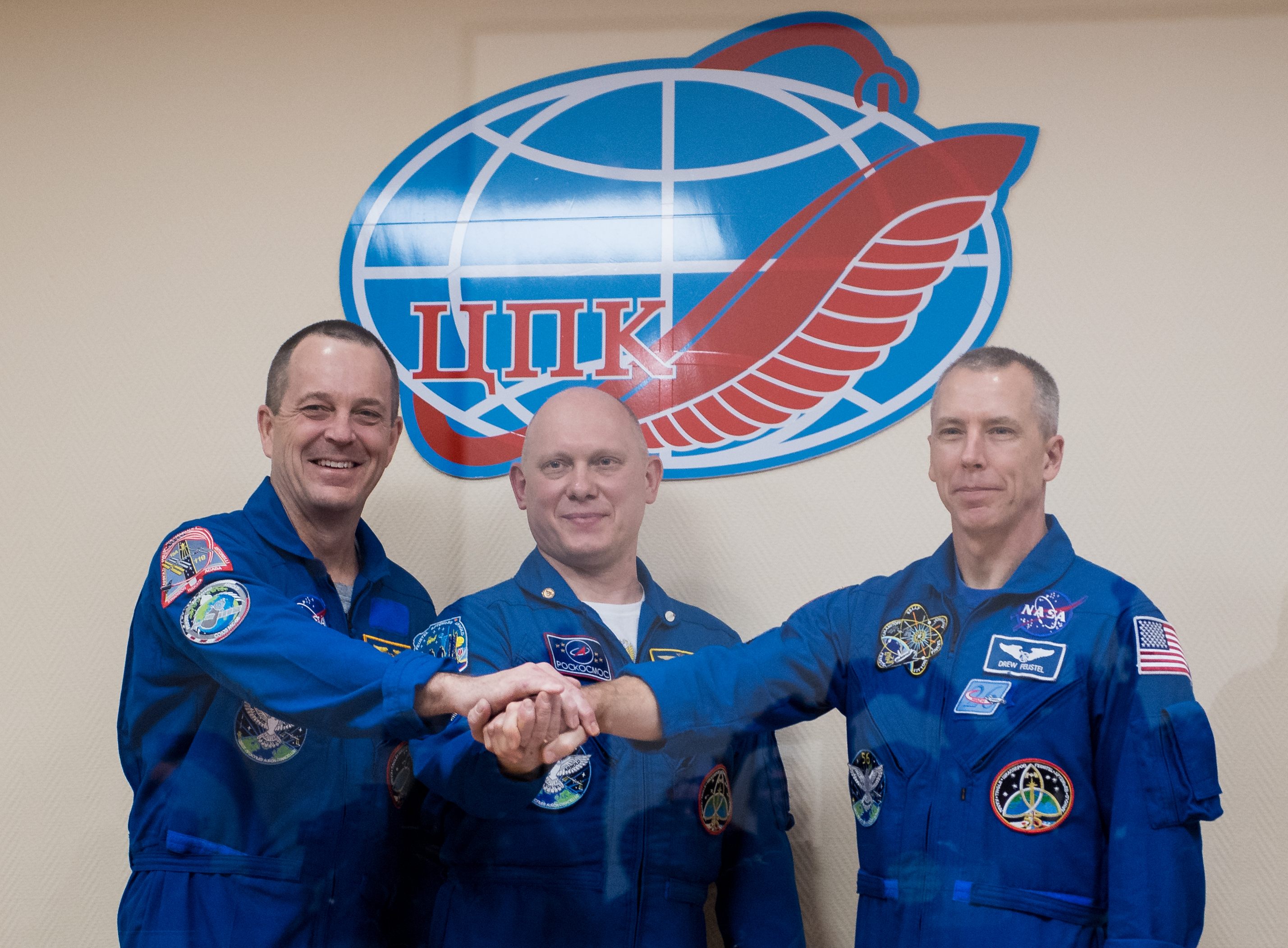
فضانوردان اصلی ام‌اس-۸
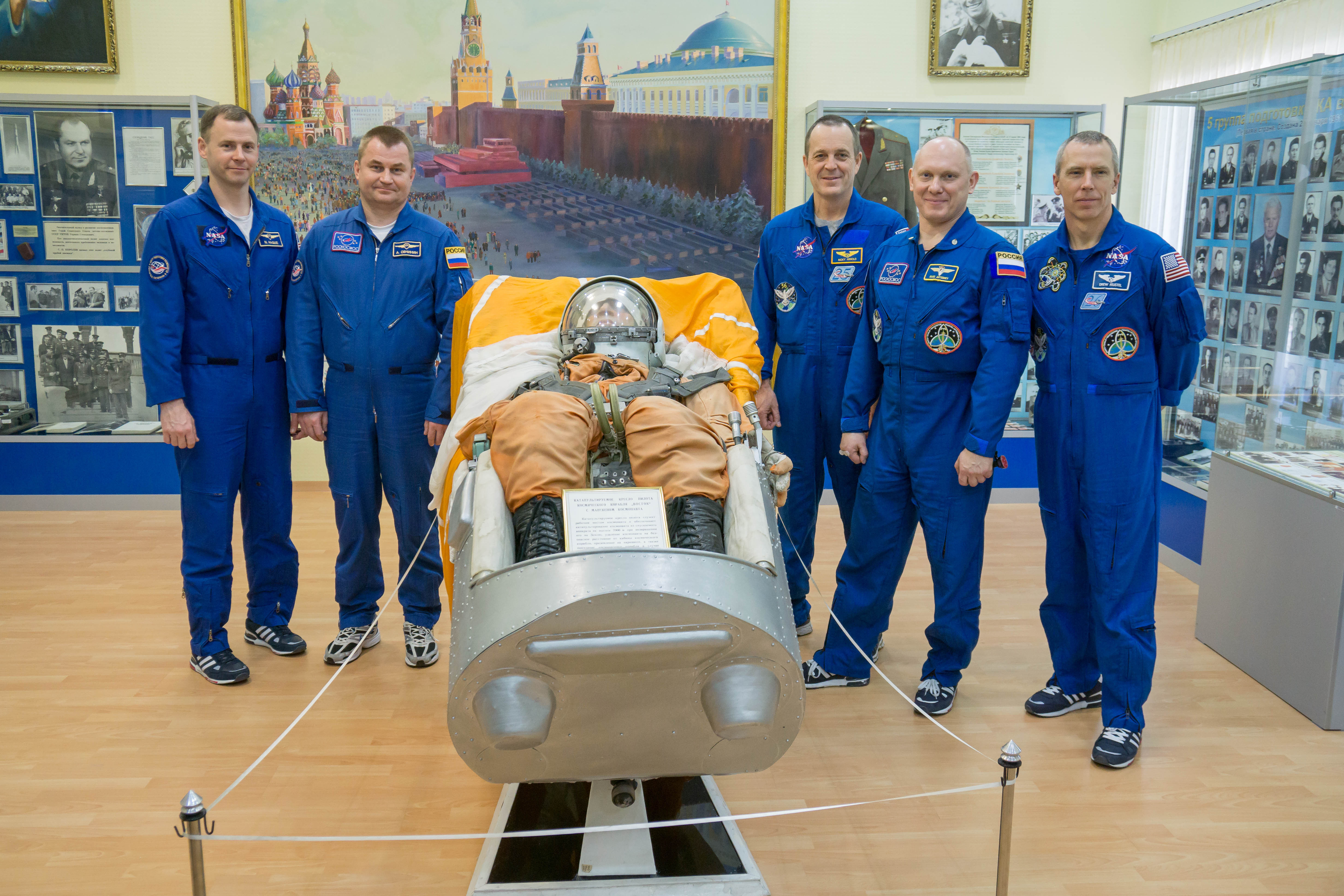
فضانوردان اصلی و پشتیبان ام‌اس-۸
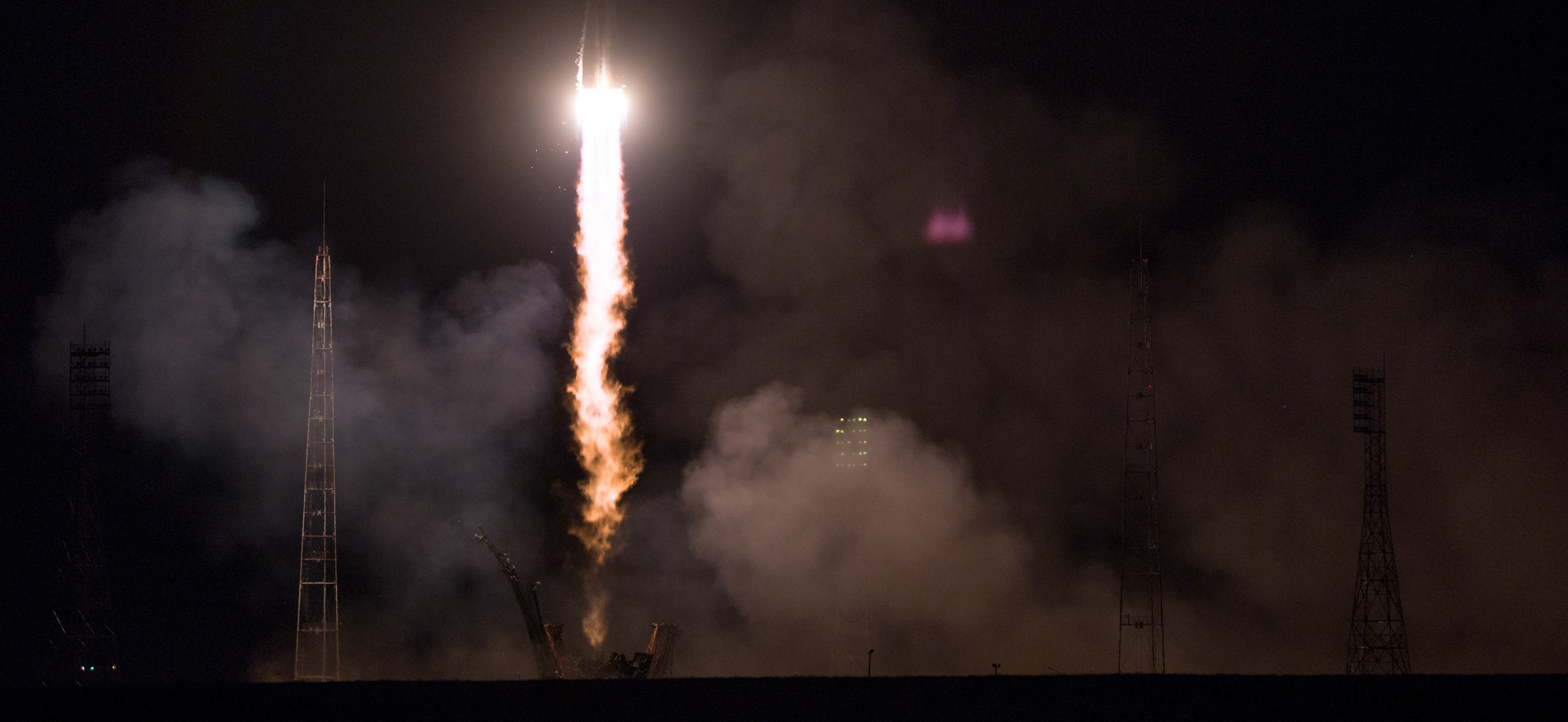
پرتاب ام‌اس-۸
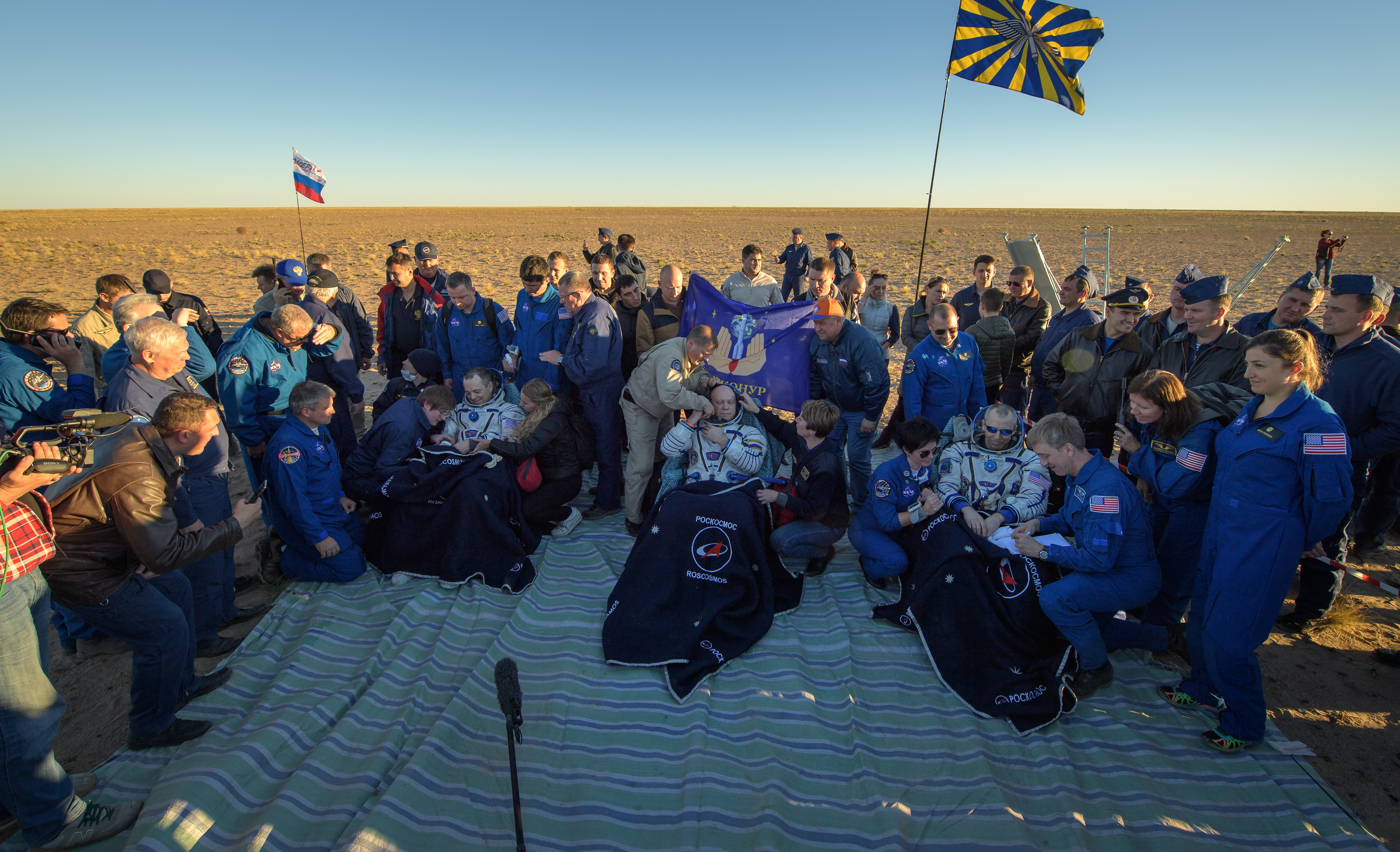
ام‌اس-۸ و گروه اعزامی ۵۶ بعد از فرود